# Maria do Rosário Palma Ramalho
Maria do Rosário Palma Ramalho (ur. 18 września 1960 w Lizbonie) – portugalska prawniczka i nauczycielka akademicka, profesor, od 2024 minister pracy, solidarności i zabezpieczenia społecznego.

## Życiorys
W 1984 ukończyła prawo na Portugalskim Uniwersytecie Katolickim. W tej samej dziedzinie na Uniwersytecie Lizbońskim uzyskiwała magisterium (1992) i doktorat (2001). Zawodowo związana z Uniwersytetem Lizbońskim, pełną profesurę uzyskała w 2010. Gościnnie wykładała m.in. na uczelniach w Brazylii, Hiszpanii, Holandii, Czechach i Włoszech. Autorka publikacji naukowych, głównie z zakresu prawa pracy, prawa ubezpieczeń społecznych i prawa cywilnego. W 2013 została przewodniczącą APODIT, portugalskiego stowarzyszenia prawa pracy. W 2021 powołana na zastępczynię prezesa Międzynarodowego Stowarzyszenia Prawa Pracy i Zabezpieczenia Społecznego (ISLSSL).
W kwietniu 2024 objęła stanowisko ministra pracy, solidarności i zabezpieczenia społecznego w gabinecie Luísa Montenegra. Pozostała na tej funkcji również w utworzonym w czerwcu 2025 drugim gabinecie lidera PSD.